# Pommé
Le pommé est une réduction de pommes à cidre et de cidre doux  (en réalité jus de pomme fraichement pressé non fermenté). Le pommé était  usuellement préparé en Haute-Bretagne, en Normandie, dans le Maine ainsi que dans les Îles Anglo-Normandes (« nièr beurre » ou black butter).

## Origines
Jusqu'à la Seconde Guerre mondiale, les familles paysannes le préparaient à l'issue du pressage de leurs récoltes de pommes. Elles s'alimentaient quotidiennement de pommé étalé sur du pain. L'argent étant indispensable au foyer pour acquérir du pétrole d'éclairage et autres modernités, le beurre produit était destiné à la vente. Le sucre était avantageusement remplacé par cette réduction.
Elle était très présente en Ille-et-Vilaine jusque dans les années 1930 et surnommée le « beurre du pauvre ». La tradition du pommé perdure dans la Sarthe, dans la commune de Joué-l'Abbé, ainsi qu'en Ille-et-Vilaine, dans quelques communes de la vallée du Couesnon et des Marches de Bretagne.
À partir des années 1970, des associations se missionnent pour maintenir ce savoir-faire de transformation culinaire.
A l’origine, le pommé permettait de passer de bons moments entre voisins et amis, lors des longues soirées d’automne. Dans la journée, les enfants, les femmes et les anciens s’activaient autour du pommé. Il fallait s’occuper du feu, mettre les pommes (épluchées et coupées la veille) à cuire dans le cidre doux pressé pour l’occasion. Le soir, au retour des champs, les hommes venaient prêter main-forte pour remuer ou « ramaouger », car plus la cuisson s’avançait, plus le pommé devenait dur ! Après souper, les voisins et les amis venaient se joindre aux gens de la maison. C’était parti pour la fête qui allait durer jusqu'à 2 ou 3 heures du matin. On se relayait pour « ramaouger », mais on y chantait aussi, on jouait de la musique.
Autour du pommé, les associations récréent l’ambiance d’autrefois avec musiciens, chanteurs et danseurs.

## Fêtes du pommé
- Fête du pommé à Joué-l'Abbé (Sarthe), depuis onze ans, le village célèbre chaque année à l'automne la pomme et son nectar le Pommé. Cette recette très ancienne consiste à faire réduire jus de pomme et pommes pendant 24 heures dans une marmite en cuivre pour obtenir le pommé, sorte de pâte de fruit légèrement caramélisée[4].
- Fête du pommé dans quelques communes d'Ille-et-Vilaine, dans la vallée du Couesnon et des Marches de Bretagne : Bazouges-la-Pérouse (3e dimanche d'octobre), Cuguen (dernier week end d'octobre), Tremblay (dernier week-end de novembre) et Chauvigné (en décembre)[2].
- Fête du pommé à Ercé-près-Liffré (Ille-et-Vilaine) au profit du Téléthon[5] depuis 2004 par l'association Gallo Tonic de Liffré.

- Fête de la pomme et du pommé à Fougères (Ille-et-Vilaine) organisée pour la première fois le 10 octobre 2020[6].
- Fête du pommé à Acigné (Ille-et-Vilaine) en octobre organisée par l'association Le Moulinet d'Acigné.

Fabrication du pommé
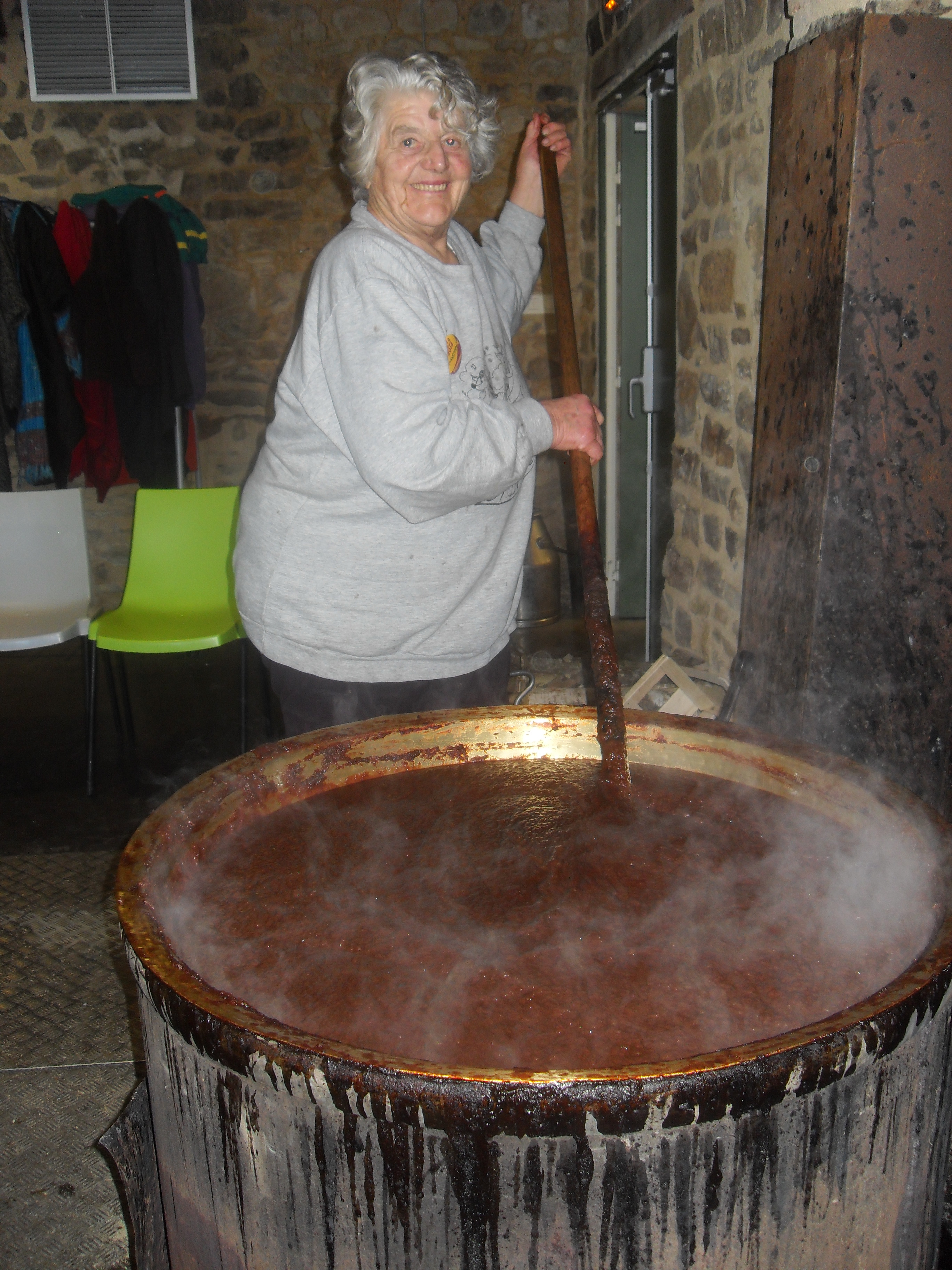
Ramaougerie de pommé à Ercé-près-Liffré
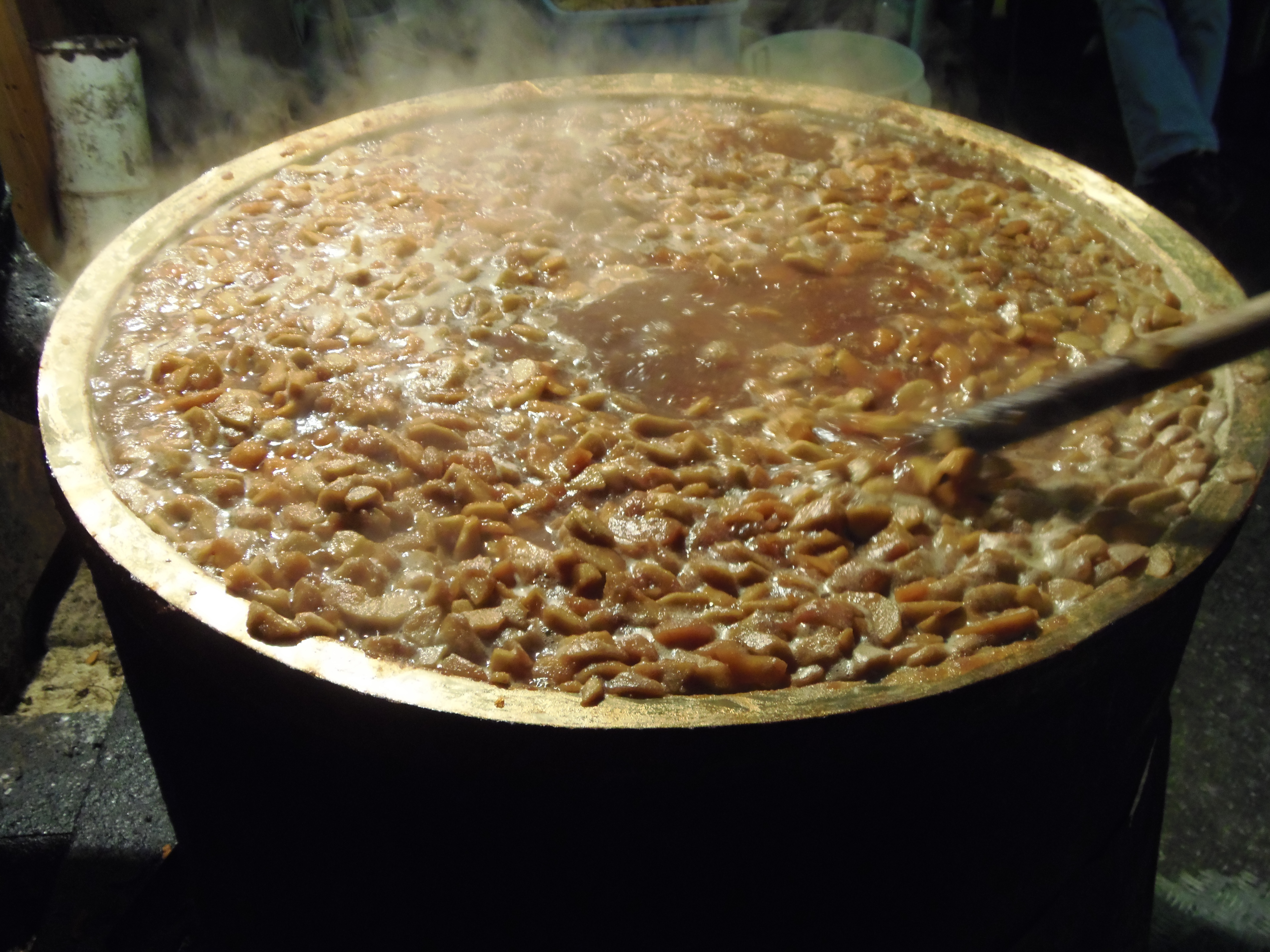
Début de la confection du pommé
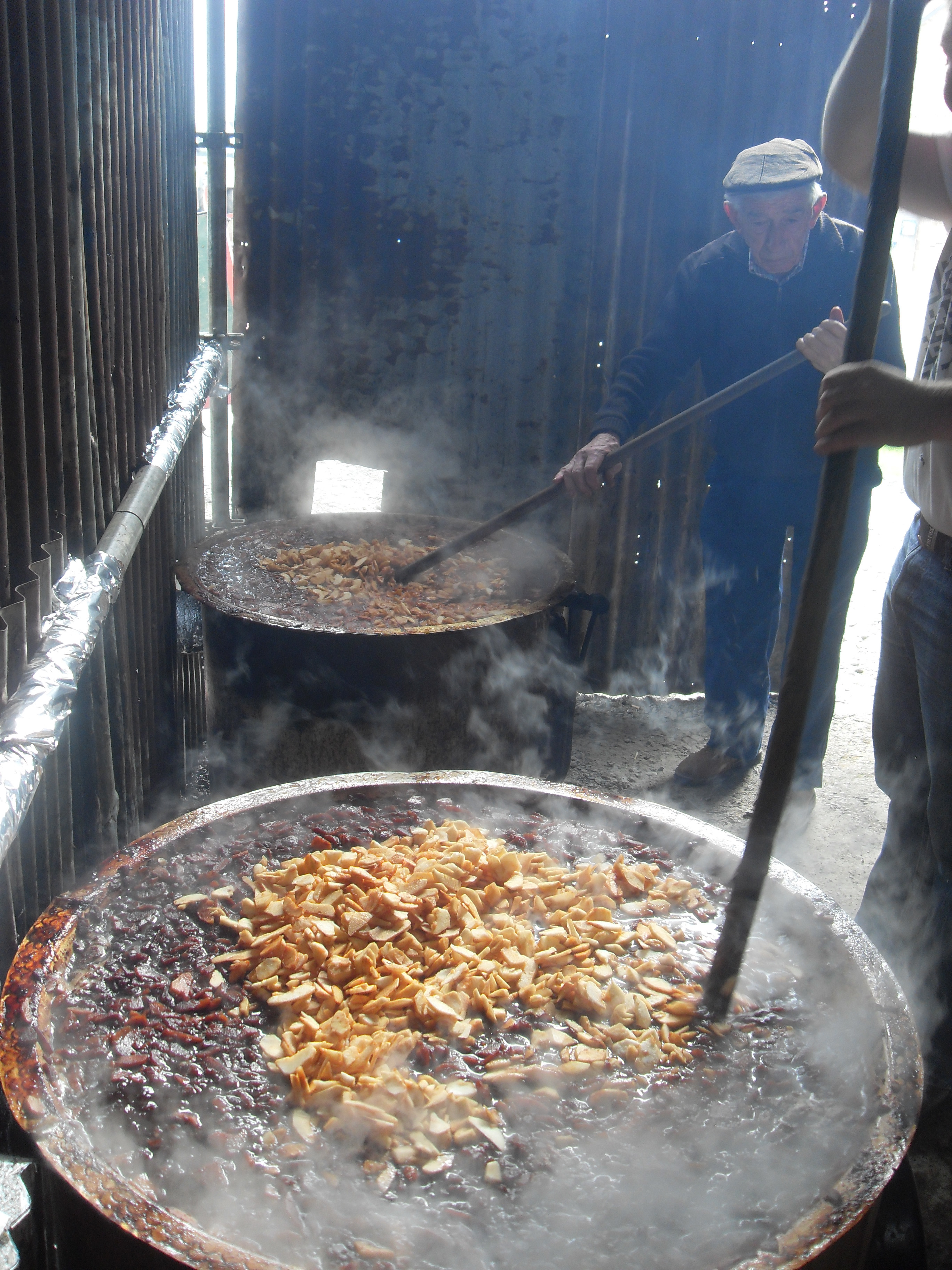
Le pommé de Cuguen
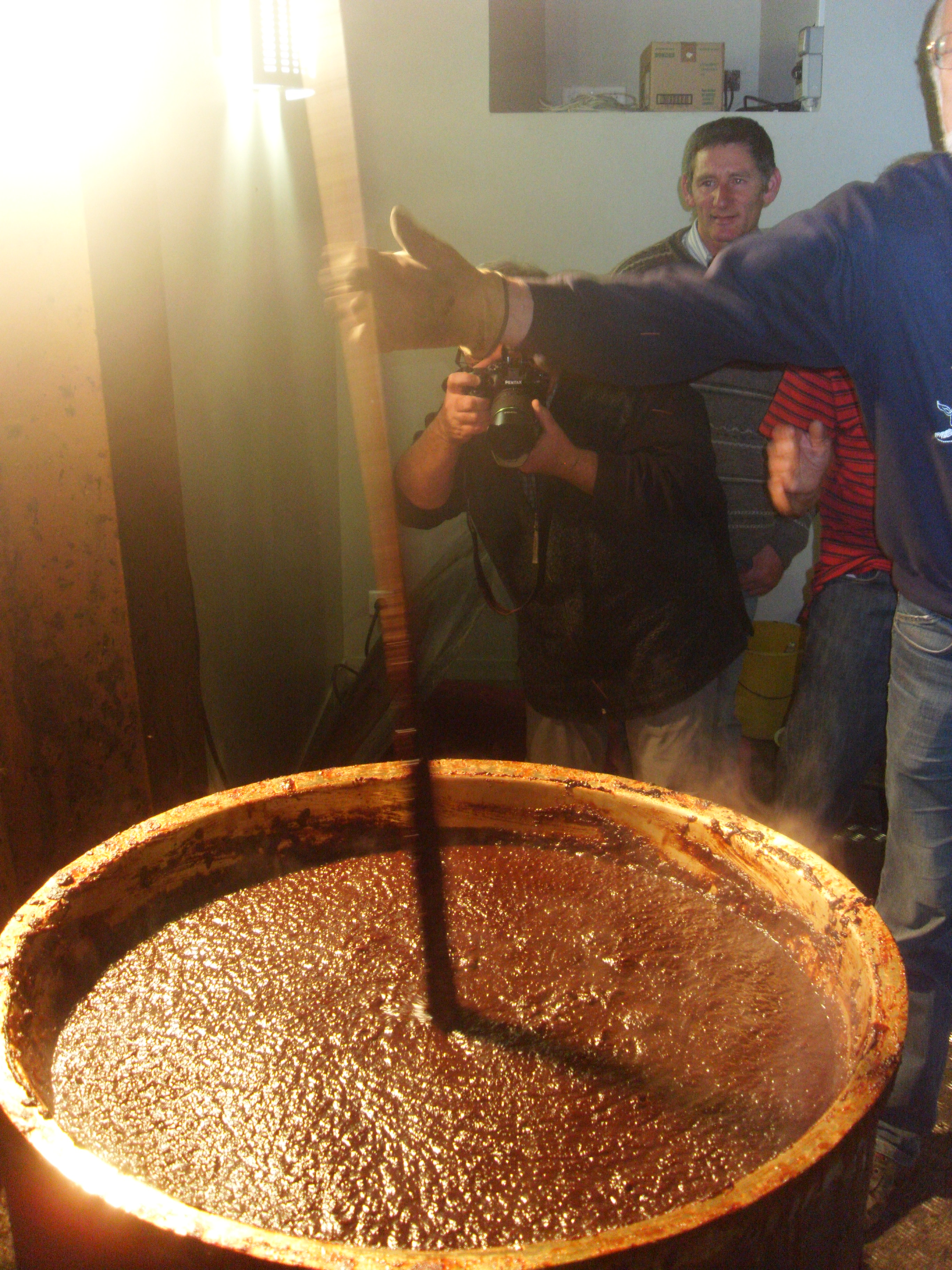
Le ribaud qui se tient droit marque la fin de la cuisson du pommé

## Association des Ramaougeries
L'Association des Ramaougeries de Pommé, créée en 2017 et basée à Maen-Roch (Ille-et-Vilaine), a présenté à l'Institut national de l'origine et de la qualité (INAO) un dossier afin d'obtenir une Appellation d'origine protégée (AOP) pour le Pommé de Bretagne.